# Jorge III do Reino Unido
Jorge III (Londres, 4 de junho de 1738 – Windsor, 29 de janeiro de 1820) foi o Rei da Grã-Bretanha e da Irlanda de 25 de outubro de 1760 até a união dos dois países em 1 de janeiro de 1801, tornando-se o primeiro Rei do Reino Unido da Grã-Bretanha e Irlanda até sua morte. Também foi duque e príncipe-eleitor do Eleitorado de Brunsvique-Luneburgo no Sacro Império Romano-Germânico até sua promoção a Rei de Hanôver em 12 de outubro de 1814. Jorge foi o terceiro monarca britânico da Casa de Hanôver.
Sua vida e reinado foram marcados por disputas políticas no parlamento e uma série de conflitos militares principalmente contra a França, que a Grã-Bretanha acabou derrotando na Guerra dos Sete Anos. Porém, logo muitas das suas colônias na América do Norte foram perdidas na Guerra de Independência dos Estados Unidos. Outras guerras começando em 1793 contra a França revolucionária e napoleônica concluíram-se com a derrota de Napoleão Bonaparte na Batalha de Waterloo em 1815.
No restante de sua vida, Jorge sofreu de um transtorno mental recorrente e enfim permanente. Os médicos ficaram perplexos com sua condição, apesar de desde então se acreditar que o rei sofria de porfiria. Depois de uma última recaída em 1810, uma regência foi estabelecida e Jorge, Príncipe de Gales, filho mais velho e herdeiro de Jorge III, reinou como príncipe regente. Quando Jorge III morreu em 1820, o príncipe regente sucedeu o pai como Jorge IV.
Análises históricas da vida de Jorge III foram um "caleidoscópio da mudança de opinião" que dependiam muito dos preconceitos de seus biógrafos e das fontes disponíveis. Sua reputação nos Estados Unidos era de um tirano e no Reino Unido ele se tornou "o bode expiatório para o fracasso do imperialismo", isso até uma grande reavaliação durante a segunda metade do século XX.

## Início de vida

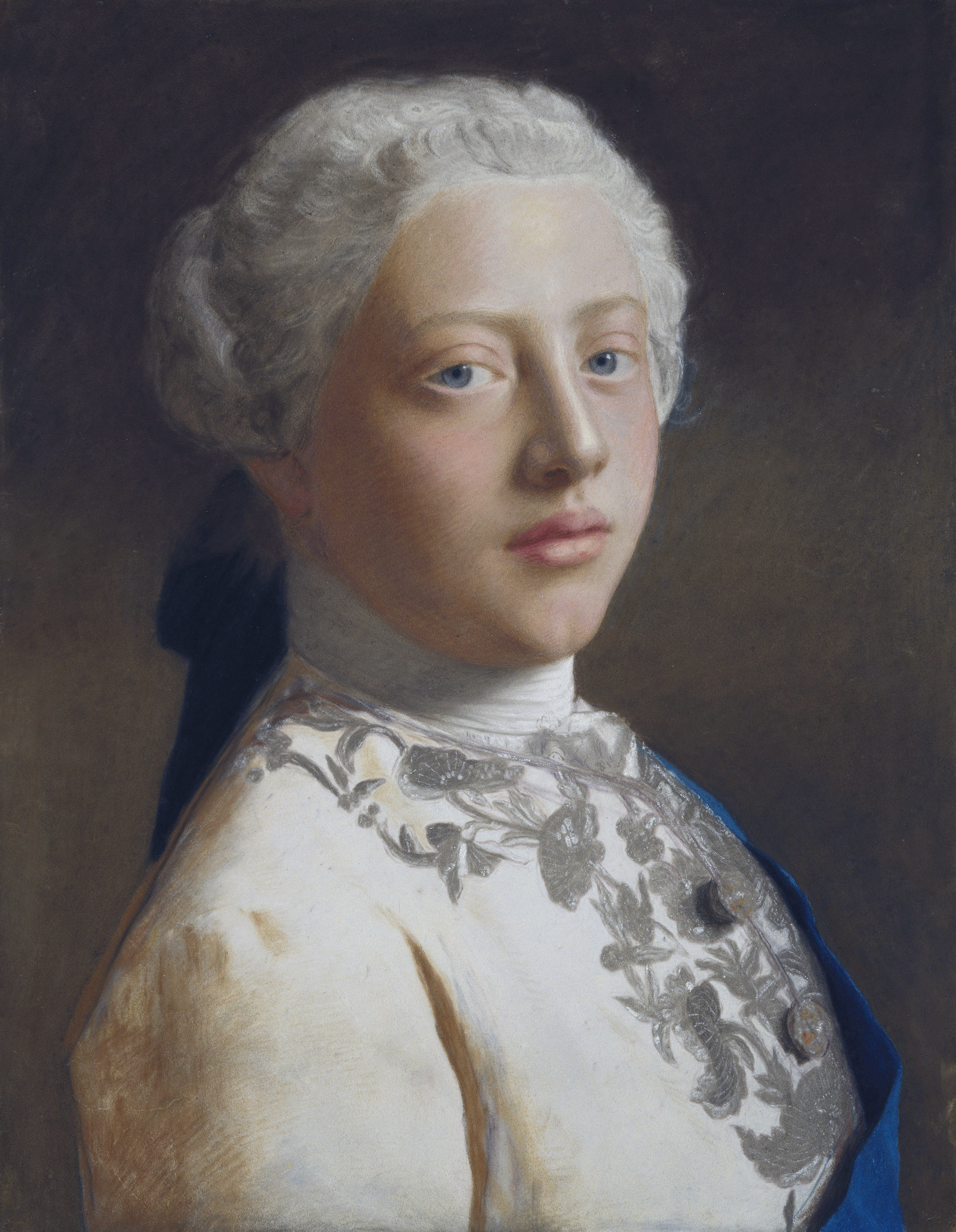
Jorge de Gales
Jean-Étienne Liotard, 1754
Royal Collection

Jorge Guilherme Frederico (George William Frederick) nasceu na Casa Norfolk, Londres, em 4 de junho de 1738, filho mais velho de Frederico, Príncipe de Gales, e Augusta de Saxe-Gota e também neto do rei Jorge II da Grã-Bretanha. Como nasceu dois meses prematuro, e acreditava-se que não iria sobreviver, foi batizado no mesmo dia por Thomas Secker, o Bispo de Oxford.
Secker o batizou novamente um mês depois em uma cerimônia pública. Seus padrinhos foram o rei Frederico I da Suécia (representado por lorde Charles Calvert, 5º Barão Baltimore), seu tio Frederico III, Duque de Saxe-Gota-Altemburgo (representado por lorde Henry Brydges, Marquês de Carnarvon) e sua tia-avó a rainha consorte Sofia Doroteia de Hanôver (representada por Charlotte Edwin).
Jorge cresceu como uma criança saudável, porém reservada e tímida. A família se mudou para a Praça Leicester, onde ele e o irmão Eduardo foram educados por professores particulares. Cartas mostram que ele podia ler e escrever em inglês e alemão, além de comentar eventos políticos já aos oito anos de idade. Foi o primeiro monarca inglês a estudar ciências sistematicamente. Além de química e física, seus estudos incluíam astronomia, matemática, francês, latim, história, música, geografia, comércio, agricultura e direito constitucional, também incluindo dança, esgrima e equitação. Sua educação religiosa foi totalmente anglicana. Aos dez anos, Jorge participou de uma encenação familiar da peça Cato, de Joseph Addison, e disse no prólogo "O que, tu menino! Pode-se dizer com verdade, um menino nascido na Inglaterra, na Inglaterra criado". O historiador Romney Sedgwick diz que essa fala parece "ser a fonte da única frase histórica com a qual ele está associado".
Seu avô, o rei Jorge II, não gostava do Príncipe de Gales e pouco se interessou em seus netos. Porém, Frederico morreu em 1751 de um ferimento no pulmão e Jorge se tornou herdeiro aparente do trono. Ele herdou um dos títulos do pai e se transformou no Duque de Edimburgo. Agora mais interessado no neto, o rei três semanas depois o transformou no novo Príncipe de Gales.
Na primavera de 1756, Jorge II lhe ofereceu grandes aposentos no Palácio de St. James, porém ele recusou, guiado pela mãe e seu confidente, lorde John Stuart, 3.º Conde de Bute, seu futuro primeiro-ministro. Augusta, agora a Viúva Princesa de Gales, preferia mantê-lo em casa onde poderia imbuir-lo com seus firmes valores morais.

## Reinado

### Ascensão e casamento

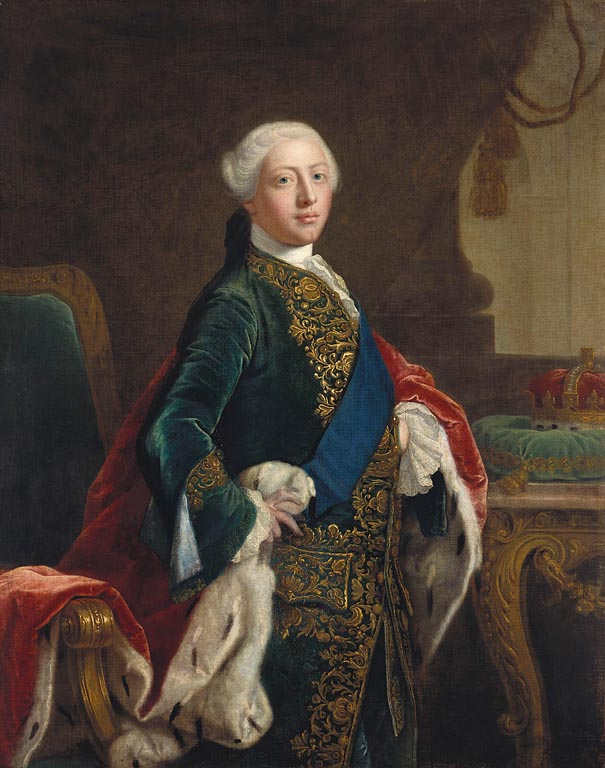
Jorge, Príncipe de Gales
Joshua Reynolds, c. 1759
Royal Collection

Em 1759, Jorge se apaixonou por Sarah Lennox, irmã de lorde Charles Lennox, 3.º Duque de Richmond, porém lorde Bute aconselhou contra a união e Jorge acabou abandonando seus pensamentos de casamento. "Eu nasci pela felicidade ou miséria de uma grande nação", escreveu, "e consequentemente devo frequentemente agir de encontro às minhas paixões". Mesmo assim, existiram tentativas do avô para casá-lo com a duquesa Sofia Carolina de Brunsvique-Volfembutel, que acabaram encontrando resistência em Augusta.
Jorge II morreu em 25 de outubro de 1760 e Jorge ascendeu ao trono aos 22 anos de idade. A procura por uma esposa adequada se intensificou. O novo rei acabou se casando com a princesa Carlota de Mecklemburgo-Strelitz em 8 de setembro de 1761 no Palácio de St. James; os dois se encontraram pela primeira vez no dia do casamento. Duas semanas depois, ambos foram coroados na Abadia de Westminster. Extraordinariamente, Jorge nunca teve uma amante (ao contrário de seu avô e seus próprios filhos), e o casal teve um casamento genuinamente feliz. Eles tiveram 15 filhos, nove meninos e seis meninas. Jorge comprou a Casa Buckingham em 1762 para ser usada como retiro familiar. Suas outras residências eram o Palácio de Kew e o Castelo de Windsor. St. James foi mantido para uso oficial. Ele não viajou muito, passando toda sua vida no sul da Inglaterra. Na década de 1790, o rei e a família real passavam férias em Weymouth, Dorset, assim popularizando uma das primeiras estâncias marítimas na Inglaterra.

### Início
Em seu discurso de ascensão ao parlamento, Jorge proclamou: "Nascido e educado neste país, glorifico-me em nome da Bretanha". Ele inseriu a frase no discurso, escrito por lorde Philip Yorke, 1.º Conde de Hardwicke, para demonstrar seu desejo de distanciar-se de seus antecessores germânicos, que eram vistos como se importando mais com Hanôver do que com a Grã-Bretanha.

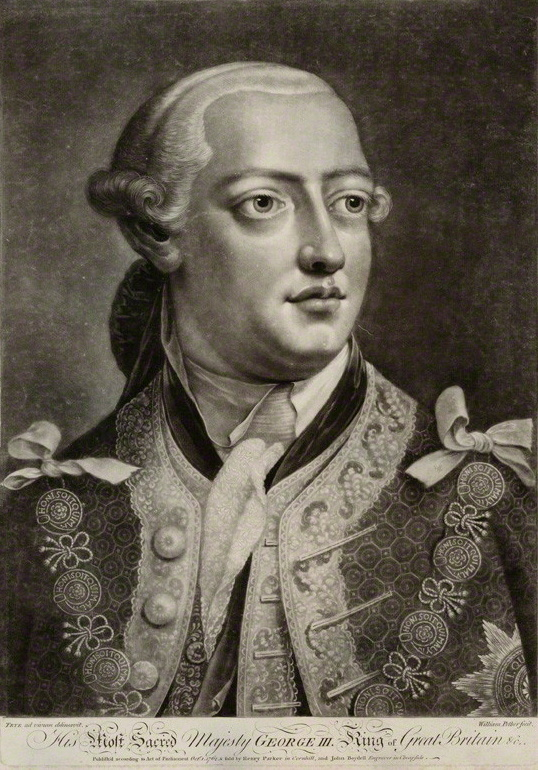
Jorge II do Reino Unido
William Pether, 1762
Baseado em Thomas Frye
National Portrait Gallery

Apesar de sua ascensão ter sido inicialmente bem recebida por políticos de todos os partidos, os primeiros anos de seu reinado foram marcados por instabilidade política, em grande parte gerada pelo resultado de desacordos sobre a Guerra dos Sete Anos. Jorge era visto como favorecendo ministros tories, que o levou a ser denunciado por whigs como um autocrata. Na época de sua ascensão, as terras da coroa produziam relativamente poucas rendas; a maior parte das rendas eram geradas através de impostos e impostos especiais de consumo. Jorge entregou o controle das propriedades da coroa ao parlamento em troca de uma lista civil de anuidade para sustentar sua criadagem e os gastos do governo civil. Afirmações que ele usou esse dinheiro para recompensar apoiadores com subornos e presentes são contestadas por historiadores que dizem que tais alegações "residem em nada além de falsidades postas para fora pela oposição descontente". Dívidas acumuladas em até três milhões de libras esterlinas durante o reinado de Jorge foram pagas pelo parlamento, e a lista civil de anuidade foi sendo aumentada de tempos em tempos. Ela ajudou a Academia Real Inglesa com grandes doações vindas de suas reservas particulares, e pode ter doado mais da metade de sua renda pessoal para a caridade. De sua coleção de artes, as duas compras mais notáveis são A Aula de Música, de Johannes Vermeer, e um conjunto de Canalettos, porém ele é mais lembrado como um colecionador de livros. A Biblioteca do Rei foi aberta e disponibilizada a acadêmicos, sendo a fundação de uma nova biblioteca nacional.
Em maio de 1762, o incumbente governo whig comandado por lorde Thomas Pelham-Holles, 1.º Duque de Newcastle, foi substituído por um escocês liderado pelo tory lorde Bute. Os oponentes de Bute espalharam calúnias que ele estava tendo um caso com a mãe do rei, também explorando preconceitos anti-escoceses entre os ingleses. O parlamentar John Wilkes publicou The North Briton, que era tanto inflamatório quanto difamatório em sua condenação do governo de Bute. Wilkes foi eventualmente preso por difamação sediciosa, porém fugiu para a França a fim de escapar punição; ele foi expulso da Câmara dos Comuns e julgado culpado in absentia por blasfêmia e difamação. Em 1763, após concluir o Tratado de Paris que encerrou a guerra, lorde Bute renunciou, sendo sucedido pelo whig George Grenville.

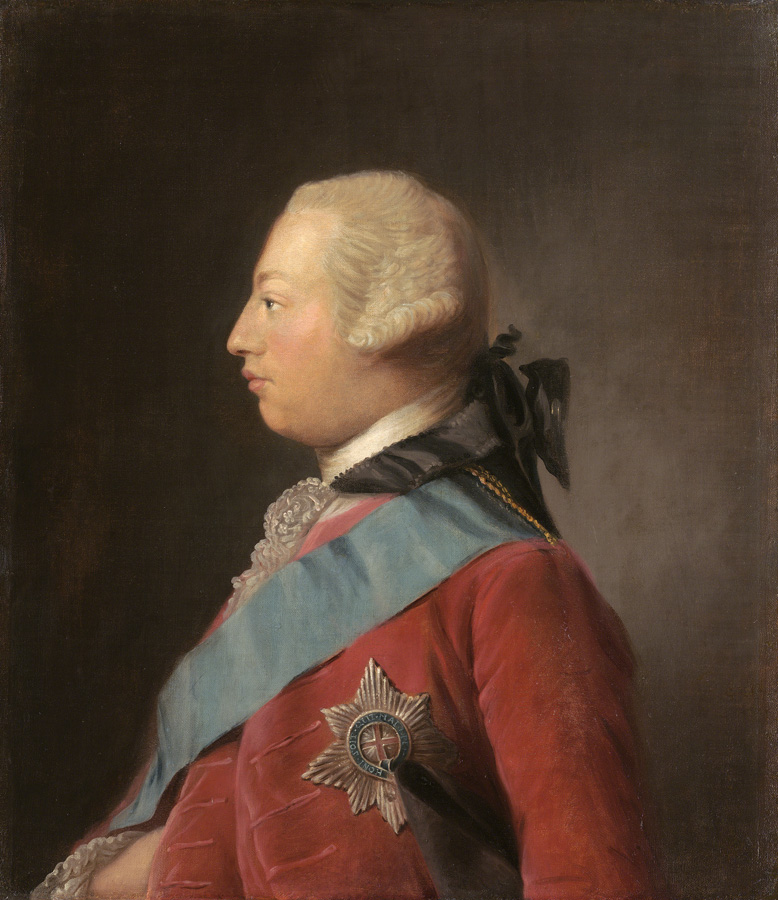
Jorge III do Reino Unido
Allan Ramsey, 1762

Mais tarde no mesmo ano, a Proclamação Real de 1763 colocou um limite da expansão ocidental das colônias na América. A proclamação tinha a intenção de desviar a expansão colonial para o norte e para o sul. A Linha da Proclamação não incomodou a maioria dos colonos, mas foi impopular com uma minoria vocal e acabou contribuindo para o conflito entre os colonos e o governo britânico. Com os americanos de modo geral livres do fardo dos impostos britânicos,  o governo achou apropriado que eles pagassem pela defesa das colônias contra levantes nativos e possíveis incursões francesas. A questão principal para os colonos não era a quantidade de impostos, mas sim se o parlamento poderia cobrar um imposto sem a aprovação americana, já que eles não tinham representantes parlamentares. Os americanos protestaram que como todos os ingleses, também tinham o direito de "nada de impostos sem representação". Em 1765, Grenville introduziu a Lei do Selo, que colocava um imposto do selo em todos os documentos nas colônias britânicas da América do Norte. Já que os jornais eram impressos em papel de selo, os mais afetados pela introdução do imposto eram os mais efetivos em produzir material contra ele. Enquanto isso, Jorge ficou irritado com as tentativas de Grenville de reduzir suas prerrogativas e tentou, sem sucesso, persuadir William Pitt a aceitar o cargo de primeiro-ministro. Depois de uma breve doença, que talvez possa ter sido um presságio de seus futuros problemas mentais, o rei concordou que lorde Charles Watson-Wentworth, 2.º Marquês de Rockingham, formasse um ministério, dispensando o de Grenville.
Lorde Rockingham revogou a impopular Lei do Selo com o apoio de Pitt e do rei, porém seu governo era fraco e ele foi substituído em 1766 por Pitt, a quem Jorge conferiu o título de Conde de Chatham. As ações de Jorge e lorde Chatham ao revogarem a Lei do Selo os deixaram tão populares na América que estátuas de ambos foram erguidas na cidade de Nova Iorque. Chatham adoeceu em 1767 e lorde Augustus FitzRoy, 3.º Duque de Grafton, assumiu o governo, apesar de não ter se tornado oficialmente o primeiro-ministro até o ano seguinte. Naquele ano, John Wilkes voltou para a Inglaterra, se candidatou na eleição geral e ficou em primeiro lugar no distrito eleitoral de Middlesex. Ele foi novamente expulso do parlamento. Wilkes foi reeleito e expulso mais duas vezes antes da Câmara dos Comuns resolver que suas candidaturas eram inválidas, declarando o segundo colocado como o eleito. O governo de lorde Grafton se desintegrou em 1770, permitindo que os Tories liderados por lorde Frederick North voltassem ao poder.

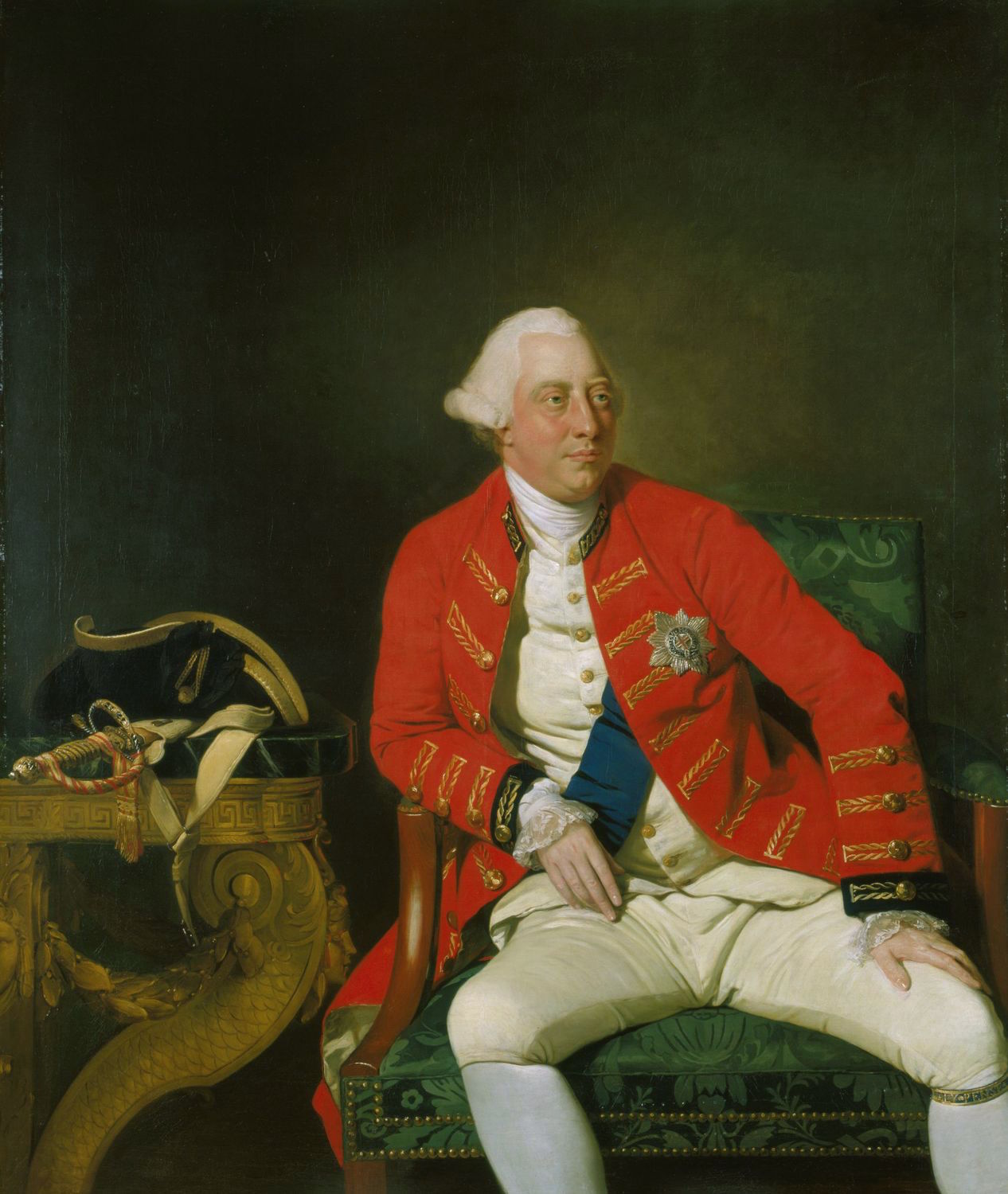
Jorge III
Johann Zoffany, 1771
Royal Collection

Jorge era muito devoto e passava horas rezando, porém sua religiosidade não era compartilhada pelos irmãos. Ele ficava horrorizado pela falta de moral deles. Em 1770, seu irmão príncipe Henrique, Duque de Cumberland e Strathearn, foi exposto como adúltero, casando-se no ano seguinte com uma jovem viúva, Ana Horton. O rei a considerou inapropriada para uma esposa real: ela era de uma baixa classe social e a lei germânica barrava quaisquer filhos do casal na sucessão hanoveriana. Jorge insistiu em uma lei que proibia membros da família real se casarem sem o consentimento do soberano. O projeto de lei subsequente foi pouco popular no parlamento, incluindo entre os próprios ministros do rei, porém acabou sendo aprovado como a Lei de Casamentos Reais de 1772. Pouco depois, outro irmão seu, príncipe Guilherme Henrique, Duque de Gloucester e Edimburgo, revelou que havia se casado secretamente com Maria, Condessa de Waldegrave, a filha ilegítima de sir Edward Walpole. As notícias confirmaram a opinião de Jorge que ele tinha o direito de criar a lei: Maria era relacionada com seus oponentes políticos. Nenhuma das duas mulheres foi recebida na corte.
O governo de lorde North estava muito preocupado com o descontentamento na América. Para amenizar a opinião americana, a maioria dos direitos aduaneiros foram retirados, exceto o imposto do chá, que nas palavras de Jorge era "um imposto para manter o direito [de cobrar impostos]". Em 1773, os navios de chá ancorados no Porto de Boston foram invadidos por colonos e o chá jogado no mar, um evento que ficou conhecido como a Festa do Chá de Boston. Na Grã-Bretanha, a opinião contra os colonos endureceu, com Chatham passando a concordar com North que a destruição do chá foi "certamente criminosa". Com o apoio do parlamento, lorde North apresentou medidas, que foram chamadas pelos colonos de Atos Intoleráveis: o Porto de Boston foi fechado e a escritura de Massachusetts alterada para que a câmara superior da legislatura passasse a ser nomeada pela coroa em vez de eleita pela câmara inferior. Nesse momento, de acordo com Peter Thomas, as "esperanças [de Jorge] estavam centradas em uma solução política, e ele sempre se curvou às opiniões de seu gabinete, mesmo quando cético de seu sucesso. As evidências dos anos de 1763 a 1775 tendem a exonerar Jorge III de qualquer responsabilidade real na Revolução Americana". Apesar dos americanos caracterizarem Jorge como um tirano, nesses anos ele agiu como monarca constitucional apoiando as iniciativas dos seus ministros.

### Independência dos Estados Unidos
A Guerra de Independência dos Estados Unidos foi a culminação da Revolução Americana civil e política, resultado do iluminismo americano. Foi causada pela falta de representação americana no parlamento, que era vista como uma negação de seus direitos como ingleses e frequentemente focadas nos impostos diretos cobrados pelo parlamento nas colônias sem sua aprovação, com os colonos passando a resistir ao governo direto após a Festa do Chá de Boston. Criando províncias autônomas, eles contornaram o aparelho de governo britânico em cada colônia por volta de 1774. Conflitos armados entre soldados britânicos e a milícia colonial estouraram em abril de 1775 nas Batalhas de Lexington e Concord. Depois de petições para que a coroa interviesse no parlamento terem sido ignoradas, os líderes rebeldes foram declarados traidores e iniciou-se um ano de lutas. As colônias declararam sua independência em 4 de julho de 1776, listando queixas contra o rei e parlamento ao mesmo tempo que pediam o apoio da população. Entre as queixas a Jorge, a declaração dizia, "Ele abdicou o governo aqui ... saqueou nossos mares, devastou as nossas costas, queimou nossas cidades e destruiu a vida de nosso povo". A estátua equestre de Jorge em Nova Iorque foi derrubada. Os britânicos capturaram a cidade ainda em 1776, porém perderam Boston e o grande plano estratégico de invadir do Canadá e tomar a Nova Inglaterra falhou com a rendição do tenente-general britânico John Burgoyne na Batalha de Saratoga.

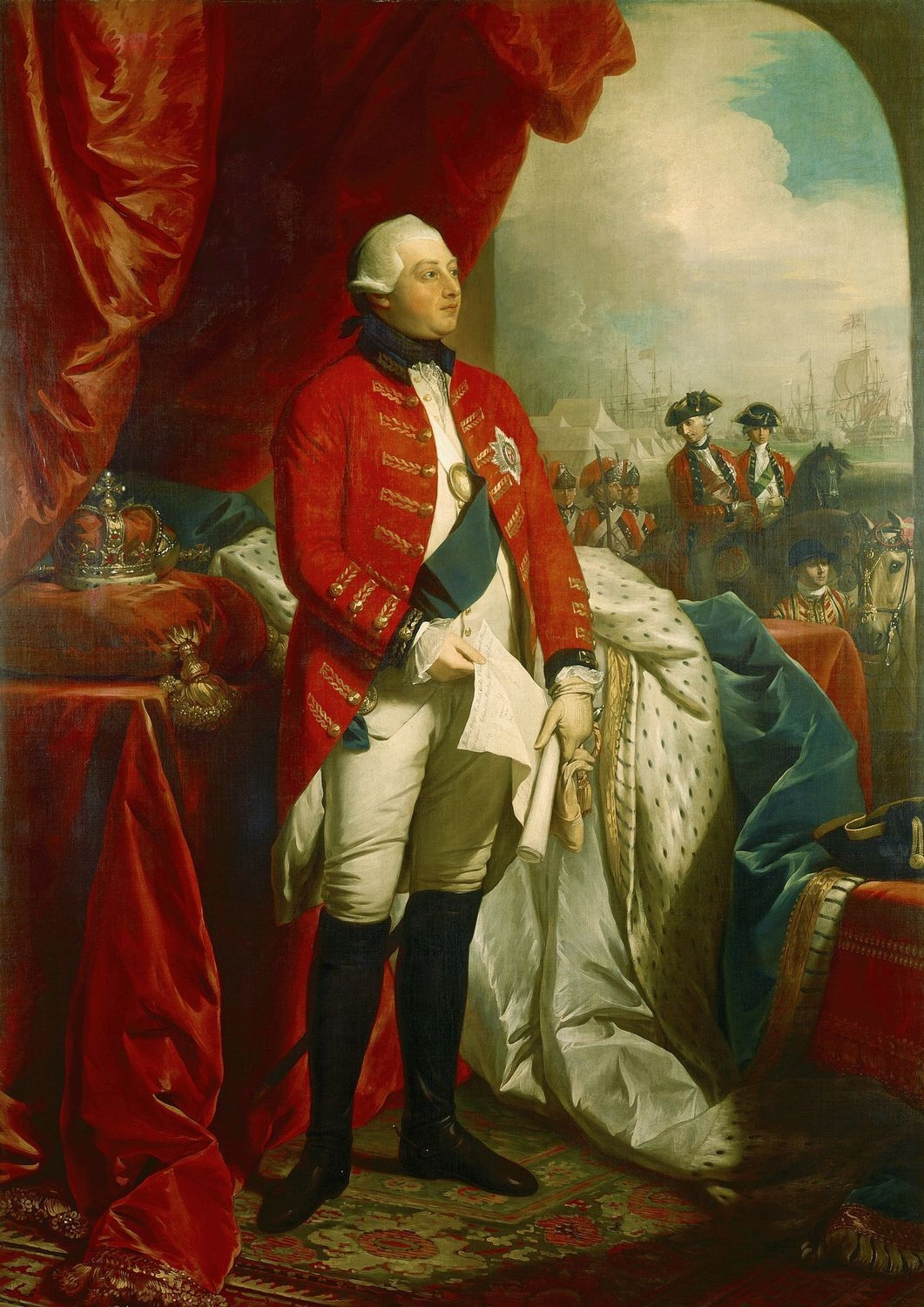
Jorge III do Reino Unido
Benjamin West, 1779
Royal Collection

Jorge é frequentemente acusado de obstinadamente tentar manter a Grã-Bretanha em guerra com os revolucionários americanos, apesar das opiniões de seus ministros. Nas palavras do historiador vitoriano sir George Trevelyan, o rei estava determinado a "nunca reconhecer a independência dos americanos e queria punir sua transgressão pela indefinida prolongação de uma guerra que prometia ser eterna". Jorge queria "manter os rebeldes perseguidos, ansiosos e pobres, até o dia que, por um processo natural e inevitável, o descontento e desapontamento fossem convertidos para penitência e remorso". Entretanto, historiadores mais recentes defenderam o rei ao afirmarem que no contexto da época, nenhum monarca estaria disposto a entregar um território tão grande, e que sua conduta era muito menos cruel do que reis contemporâneos na Europa. Depois de Saratoga, tanto o parlamento quanto o povo britânico estavam a favor da guerra; o recrutamento operou em altos níveis e apesar dos oponentes serem bem vocais, eles permaneceram uma minoria. Com os reveses na América, lorde North pediu para transferir o poder a lorde Chatham, quem ele via como mais capaz, porém Jorge recusou; ele acabou sugerindo que Chatham servisse como ministro subordinado na administração de North, porém Chatham recusou-se a cooperar. Ele morreu no mesmo ano. No começo de 1778, a França, principal inimiga da Grã-Bretanha, assinou um tratado de aliança com os colonos e o conflito escalonou. Eles logo também receberam a ajuda da Espanha e dos Países Baixos, enquanto os ingleses não tinham nenhum grande aliado. Lorde Gower e lorde Weymouth renunciaram ao governo. Lorde North pediu novamente permissão para renunciar, porém permaneceu por insistência de Jorge. Crescia a oposição contra o custoso conflito e isso contribuiu para distúrbios em Londres conhecidos como Tumultos de Gordon em junho de 1780.
Até o Cerco de Charleston em 1780, os lealistas ainda podiam acreditar em sua eventual vitória, já que as tropas britânicas tinham causado grandes perdas às forças continentais na Batalha de Camden e na Batalha de Guilford Court House. No final de 1781, chegaram a Londres as notícias da rendição de Charles Cornwallis na Batalha de Yorktown; o apoio parlamentar de lorde North esvaiu e ele renunciou no ano seguinte. Jorge rascunhou uma nota de abdicação, que nunca foi entregue, finalmente aceitando a derrota na América e autorizando negociações de paz. Os Tratados de Paris, em que a Grã-Bretanha reconheceu a independência dos Estados Unidos e o retorno da Flórida para a Espanha, foram assinados em 1782 e 1783. Quando John Adams foi nomeado embaixador em Londres em 1785, Jorge já estava conformado com a nova relação entre seu país e as antigas colônias. Ele disse a Adams: "Fui o último a consentir com a separação; mas com a separação tendo sido feita e tendo se tornado inevitável, eu sempre disse, como digo agora, que eu seria o primeiro a receber a amizade dos Estados Unidos como uma potência independente".

### Luta constitucional

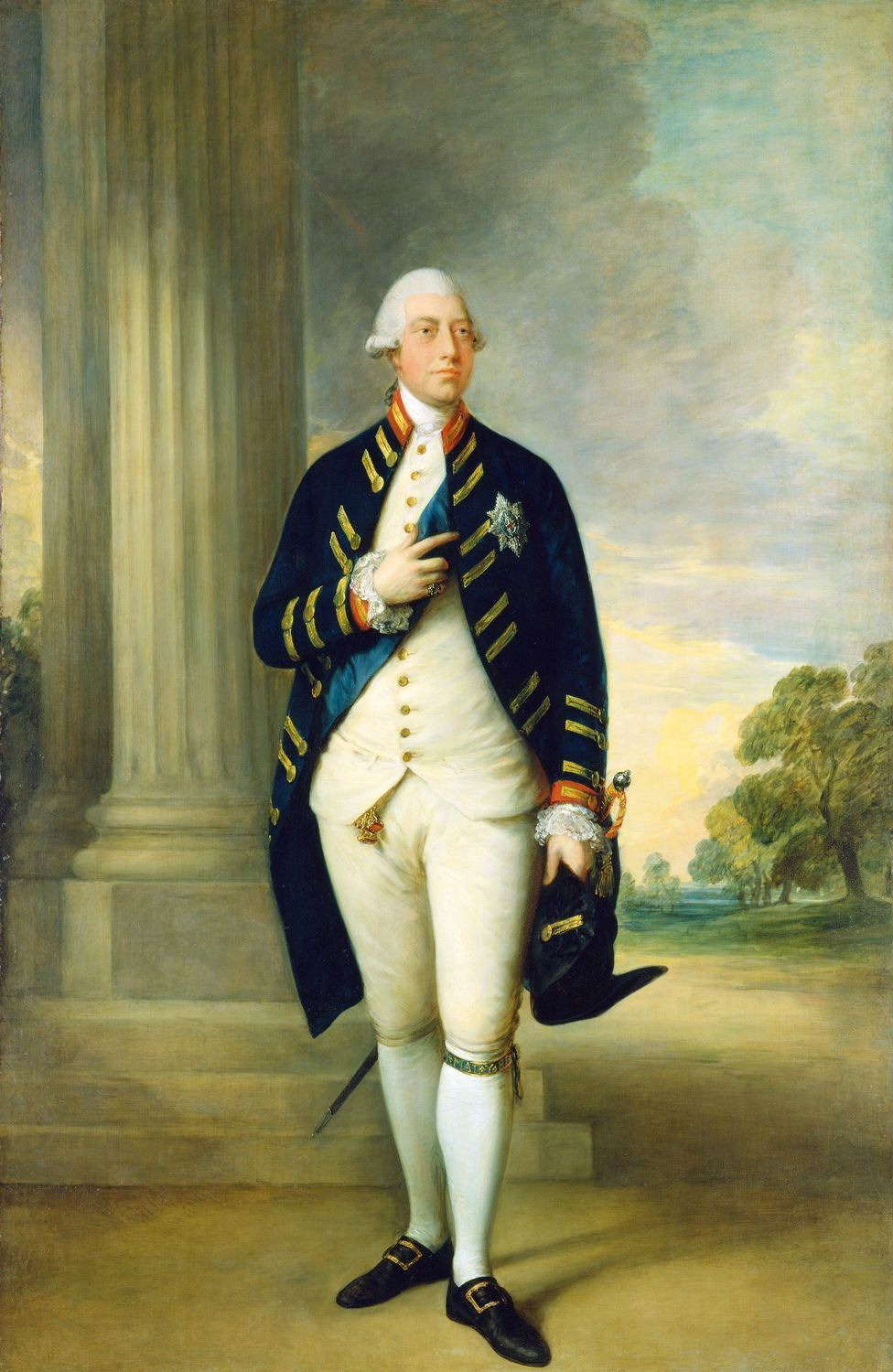
Jorge III
Thomas Gainsborough, 1781
Royal Collection

Com o colapso do ministério de lorde North em 1782, o whig lorde Rockingham se tornou primeiro-ministro pela segunda vez, porém morreu poucos meses depois. O rei então nomeou lorde William Petty, 1.º Marquês de Lansdowne para substituí-lo. Entretanto, Charles James Fox se recusou a servir sob Shelburne, exigindo a nomeação de William Cavendish-Bentinck, 3.º Duque de Portland. Em 1783, a Câmara dos Comuns forçou a saída de lorde Shelburne e seu governo foi substituído pela Coligação Fox–North. Lorde Portland se tornou primeiro-ministro, com Fox e lorde North assumindo os cargos de secretário estrangeiro e secretário interno, respectivamente.
Jorge odiava Fox, tanto por seus alinhamentos políticos quanto por sua personalidade; ele o considerava inescrupuloso e uma má influência para o Príncipe de Gales. Jorge estava angustiado por ter de nomear ministros que não gostava, porém o ministério de Portland rapidamente construiu uma maioria na Câmara dos Comuns e não poderia ser dispensado com facilidade. O rei ficou ainda mais consternado quando o governo apresentou um projeto de lei da Índia, que propunha uma reforma no governo indiano ao transferir o poder da Companhia Britânica das Índias Orientais para comissários parlamentares. Apesar de Jorge ser a favor de um maior controle da companhia, os comissários propostos eram todos aliados de Fox. Imediatamente depois de aprovado pelos comuns, o rei autorizou lorde George Nugent-Temple-Grenville, 1.º Conde Temple, a informar a Câmara dos Lordes que consideraria inimigo qualquer um que votasse a favor do projeto. Foi rejeitado pelos lordes e o ministério de Portland foi dispensado três dias depois, com William Pitt, o Novo, sendo nomeado primeiro-ministro e Temple secretário de estado. Em 17 de dezembro de 1783, o parlamento votou a favor de uma moção condenando a influência do monarca nas votações, com lorde Temple sendo forçado a renunciar. A saída de Temple desestabilizou o governo e três meses depois o governo perdeu sua maioria no parlamento, que acabou sendo dissolvido por Jorge. Na eleição subsequente, Pitt conseguiu um mandato firme.

### Crise da regência

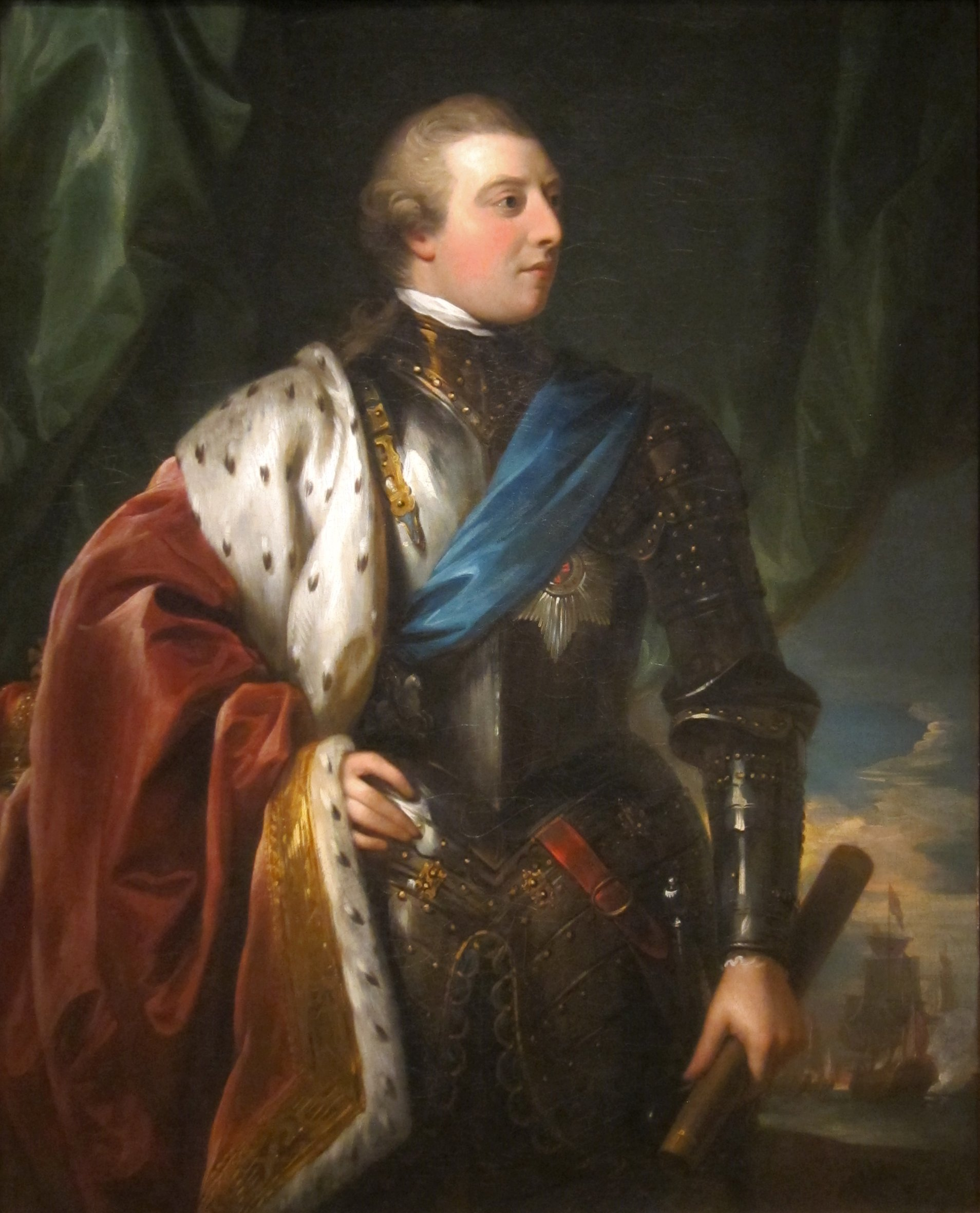
Jorge III do Reino Unido
Benjamin West, 1783
Museu de Arte de Cleveland

Para Jorge, a nomeação de Pitt foi uma grande vitória. Mostrou que ele podia nomear primeiros-ministros baseando-se em sua própria interpretação do humor do povo sem precisar seguir as escolhas da maioria na Câmara dos Comuns. Através do ministério de Pitt, o rei apoiou muitos dos objetivos políticos do primeiro-ministro e criou novos pariatos em velocidade sem precedentes para aumentar o seu número de apoiadores na Câmara dos Lordes. Durante e após o ministério de Pitt, Jorge foi extremamente popular na Grã-Bretanha. O povo britânico o admirava por sua religiosidade e por ser fiel à esposa. Ele gostava de seus filhos e ficou devastado pela morte de dois deles ainda na infância em 1782 e 1783. Mesmo assim, ele colocava os filhos em um rígido regime. Esperava-se que comparecessem nas aulas às sete da manhã, vivendo vidas de observação religiosa e virtuosidade. Quando não cumpriam seus princípios de justiça, como seus filhos fizeram como jovens adultos, Jorge ficava consternado e desapontado.
Nesse momento, a saúde de Jorge estava se deteriorando. Ele sofria de um transtorno mental, que possivelmente era um sintoma de porfiria, uma doença congênita, apesar disso ser questionado. Estudos publicados em 2005 de amostras do cabelo do rei revelam altos níveis de arsênio, possível causador da doença. A fonte do arsênio é desconhecida, porém pode ter sido um componente dos remédios ou cosméticos. Jorge pode ter sofrido de um breve episódio do transtorno em 1765, porém um episódio maior começou no verão de 1788. Ao final de uma sessão parlamentar, ele foi à estância termal de Cheltenham para se recuperar. Foi o mais longe que ele jamais esteve de Londres – por volta de 150 km –, porém seu estado piorou. Em novembro, ficou seriamente demente, às vezes falando por horas sem parar, o que o fazia espumar pela boca e ficar rouco. Como seus médicos eram incapazes de explicar sua doença, histórias falsas sobre sua condição se propagaram. Uma dessas histórias dizia que Jorge cumprimentara uma árvore, que acreditou ser o rei da Prússia. O tratamento de transtornos mentais era primitivo e os médicos do rei, que incluíam Francis Willis, o tratavam amarrando-o até ele estar calmo ou aplicando cataplasmas cáusticas para extrair "maus humores".
Quando o parlamento voltou a se reunir, Pitt e Fox lutaram sobre os termos da regência durante a invalidez do rei. Apesar de ambos concordarem que o mais razoável seria que o filho mais velho e herdeiro aparente de Jorge, o Príncipe de Gales, agisse como regente, para o desespero de Pitt, Fox sugeria que era o absoluto direito do Príncipe de Gales agir em nome de seu pai com poderes totais. Pitt, temendo que fosse retirado do cargo caso o príncipe recebesse tais poderes, argumentou que era o parlamento quem deveria nomear o regente e restringir a sua autoridade. Em fevereiro de 1789, o Projeto de Lei da Regência, autorizando o Príncipe de Gales a agir como regente, foi apresentado e aprovado na Câmara dos Comuns, porém Jorge se recuperou antes que pudesse ser aprovado pela Câmara dos Lordes.

### Guerras contra a França

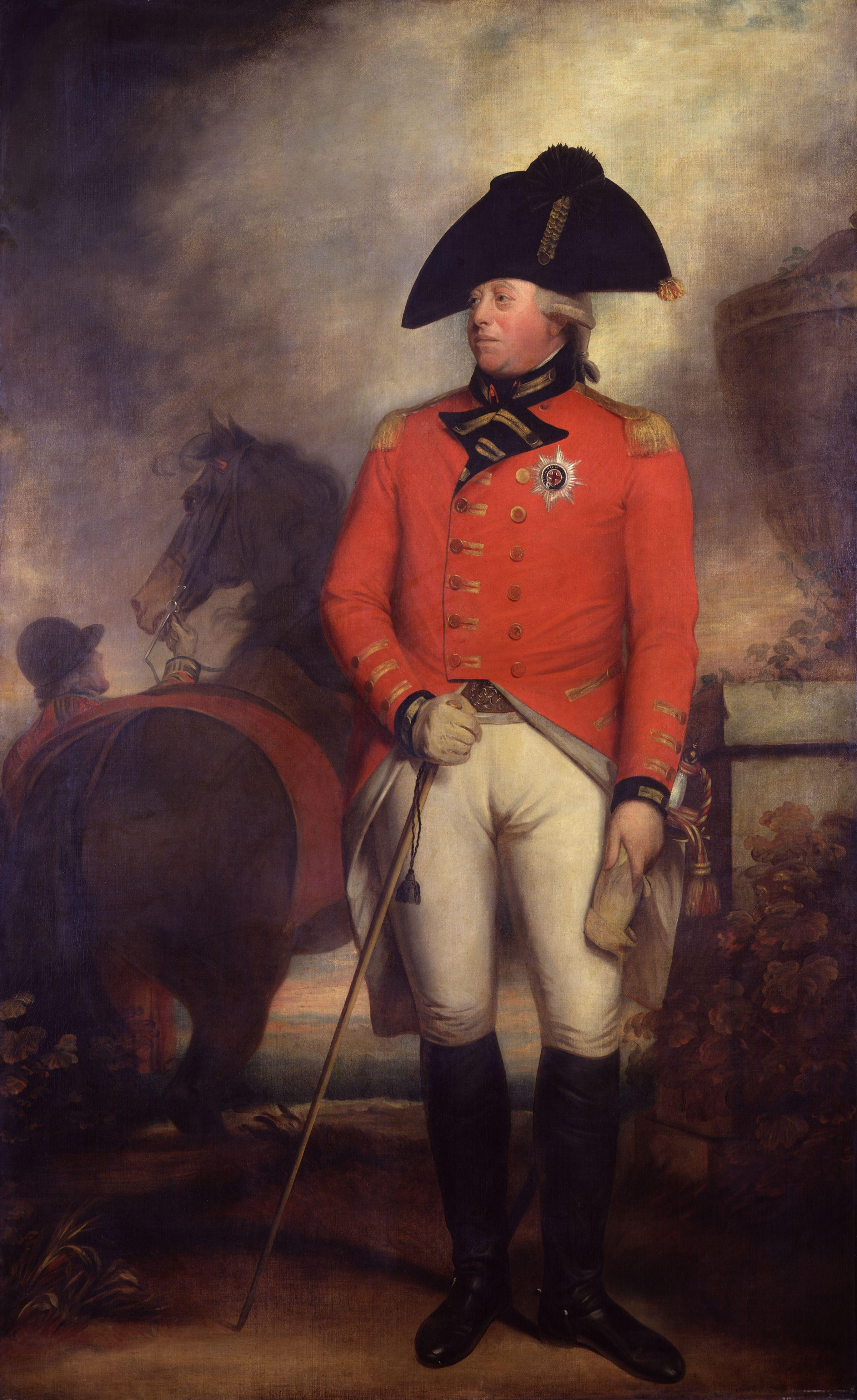
Jorge
William Beechey, c. 1799–1800
National Portrait Gallery

Depois da recuperação de Jorge, sua popularidade e a de Pitt continuaram a crescer às custas da do Príncipe de Gales e Fox. Seu tratamento digno e compreensivo para dois agressores insanos, Margaret Nicholson em 1786 e John Frith em 1790, contribuíram para sua popularidade. A tentativa malsucedida de James Hadfield de matar o rei no Teatro Drury Lane em 15 de maio de 1800 não foi motivada por política, mas sim por alucinações apocalípticas de Hadfield e Bannister Truelock. Aparentemente Jorge não ficou abalado pelo incidente, tanto que adormeceu durante o intervalo.
A Revolução Francesa de 1789, que havia derrubado a monarquia francesa, preocupava muitos donos de terras britânicos. A França declarou guerra contra a Grã-Bretanha em 1793. No esforço de guerra, Jorge permitiu que Pitt aumentasse os impostos, convocasse exércitos e suspendesse o direito a habeas corpus. A Primeira Coligação contra a França revolucionária, que incluía a Áustria, Prússia e Espanha, se rompeu em 1795 quando a Prússia e a Espanha fizeram tratados de paz individuais com a França. A Segunda Coligação, que incluía a Áustria, Rússia e o Império Otomano, foi derrotada em 1800. Apenas a Grã-Bretanha continuou a lutar contra Napoleão Bonaparte, o Primeiro Cônsul da Primeira República Francesa.
Uma breve calmaria nas hostilidades permitiu que Pitt concentrasse seus esforços na Irlanda, onde um levante já tinha ocorrido além de uma tentativa de desembarque francês em 1798. Em 1800, os parlamentos britânico e irlandês aprovaram o Ato de União, que entrou em efeito em 1 de janeiro de 1801, que unia a Grã-Bretanha e a Irlanda em um único estado soberano, o Reino Unido da Grã-Bretanha e Irlanda. Jorge aproveitou a oportunidade para retirar o título de "Rei da França" mantido por todos os seus predecessores desde o reinado de Eduardo III no século XIV. Foi sugerido que ele adotasse o título de Imperador das Ilhas Britânicas, porém ele recusou. Como parte de sua política irlandesa, Pitt planejou remover certas deficiências legais que se aplicavam aos católicos. Jorge afirmou que emancipá-los seria uma violação de seu juramento de coroação, em que os soberanos prometiam manter o protestantismo. Pitt ameaçou renunciar por causa da oposição tanto do rei quanto do povo britânico contra suas políticas religiosas. Ao mesmo tempo, Jorge sofreu uma recaída de sua doença, que ele culpou na preocupação da questão católica. Em 14 de março de 1801, Pitt foi formalmente substituído por Henry Addington, Presidente da Câmara dos Comuns. Addington era contra a emancipação, instituiu contas anuais, aboliu o imposto de renda, começou a programar um desarmamento e fez a paz com a França em outubro de 1801, assinando o Tratado de Amiens no ano seguinte.
Jorge não considerava real a paz com a França; na sua opinião era um "experimento". O conflito recomeçou em 1803, porém o povo não confiava em Addington para liderar a nação na guerra, favorecendo Pitt. Uma invasão de Napoleão a Inglaterra parecia iminente e um enorme movimento voluntário para a defesa cresceu. Jorge inspecionou 27 mil voluntários no Hyde Park, Londres, nos dias 26 e 28 de outubro no auge do medo da invasão, atraindo por volta de quinhentos mil espectadores por dia. O The Times afirmou, "O entusiasmo da multidão estava além das palavras". Um cortesão escreveu em 13 de novembro que "O Rei está realmente preparado para ir ao campo em caso de ataque, suas camas estão prontas e ele pode partir em meia hora depois do aviso". Jorge escreveu ao seu amigo Richard Hurd, Bispo de Worcester, que "Estamos em expectativa diária que Bonaparte tentará sua ameaça de invasão ... Caso suas tropas realmente desembarquem, vou certamente colocar-me à frente de meus súditos armados para repeli-los". A possível ameaça de invasão acabou depois da famosa vitória do lorde almirante Horatio Nelson na Batalha de Trafalgar em 1805.

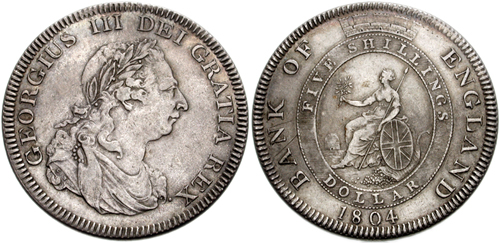
Moeda de cinco shillings de Jorge, cunhada em 1804

Jorge voltou a sofrer de sua doença recorrente em 1804; após se recuperar, Addington renunciou e Pitt voltou ao poder. Ele tentou nomear Fox para o ministério, porém o rei foi contra. Lorde William Grenville, 1.º Barão Grenville, achou que era uma injustiça com Fox e se recusou a fazer parte do novo governo. Pitt concentrou-se na formação de uma coligação com a Áustria, Rússia e Suécia. Entretanto, esta Terceira Coligação teve o mesmo fim que a primeira e a segunda, ruindo em 1805. Os reveses na Europa afetaram a saúde de Pitt e ele morreu no ano seguinte, reabrindo a questão sobre quem deveria servir no ministério. Lorde Grenville se tornou primeiro-ministro, com seu "Ministério de Todos os Talentos" incluindo Fox. Jorge foi conciliatório com Fox depois de ser forçado a capitular com sua nomeação. Após a morte dele em setembro de 1806, o rei e seu ministério entraram em conflito. Para aumentar os recrutamentos, o governo propôs em fevereiro de 1807 uma medida onde os católicos receberiam permissão para servirem em todas as patentes das forças armadas. Jorge os instruiu para abandonarem a medida e também concordarem em nunca mais criarem algo semelhante. Os ministros concordaram em abandonar a medida ainda pendente, mas se recusaram a prometerem algo para o futuro. Eles foram dispensados e substituídos por lorde Portland como o primeiro-ministro nominal, com o verdadeiro poder sendo exercido por Spencer Perceval, chanceler do tesouro. O parlamento foi dissolvido e a eleição deu ao ministério uma grande maioria na Câmara dos Comuns. Jorge não fez mais nenhuma grande decisão política em seu reinado; a substituição de Portland por Perceval em 1809 foi de pouca significância.

### Últimos anos

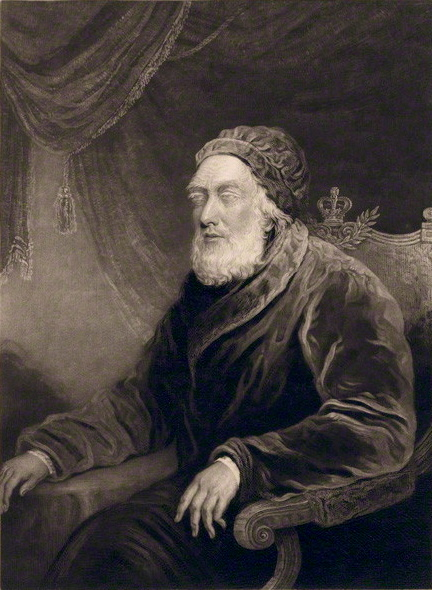
Jorge III do Reino Unido
Charles Turner, 1819
na National Portrait Gallery

No final de 1810, no auge de sua popularidade, porém sofrendo de dores de reumatismo e praticamente cego com catarata, Jorge adoeceu seriamente novamente. Na sua opinião, a recaída foi causada pelo estresse sofrido na morte de sua filha mais nova e favorita, a princesa Amélia. A enfermeira da princesa relatou que "as cenas de desespero e de choro todos os dias ... eram melancólicas além de qualquer descrição". Ele aceitou a necessidade para o Ato de Regência de 1811, com o Príncipe de Gales atuando como regente pelo restante da vida de Jorge. Apesar de sinais de uma recuperação em maio de 1811, ao final do ano o rei ficou permanentemente insano e viveu em reclusão no Castelo de Windsor até sua morte.
Spencer Percival foi assassinado em 1812 (o único primeiro-ministro britânico a morrer desta maneira), e foi substituído por lorde Robert Jenkinson, 2.º Conde de Liverpool. Ele supervisionou a vitória britânica nas Guerras Napoleônicas. O subsequente Congresso de Viena levou a significantes ganhos territoriais a Hanôver, que foi elevada de eleitorado para reino.
Enquanto isso, a saúde de Jorge deteriorava-se. Ele sofria de demência e ficou completamente cego e cada vez mais surdo. Foi incapaz de reconhecer ou compreender que havia sido declarado Rei de Hanôver em 1814 e que sua esposa havia morrido em 1818. No Natal de 1819, ele falou absurdos durante 58 horas, e em suas últimas semanas não conseguia mais andar. Ele morreu em Windsor às 20h38min do dia 29 de janeiro de 1820, seis dias após a morte de seu quarto filho, o príncipe Eduardo, Duque de Kent e Strathearn. Seu filho favorito, príncipe Frederico, Duque de Iorque e Albany, estava ao seu lado. Jorge foi enterrado em 16 de fevereiro na Capela de São Jorge.

## Legado
Jorge viveu por 81 anos e 239 dias, reinando por 59 anos e 96 dias; tanto sua vida quanto seu reinado foram mais longos que qualquer um de seus predecessores. Desde então, apenas as rainhas Vitória e Isabel II viveram e reinaram por mais tempo.

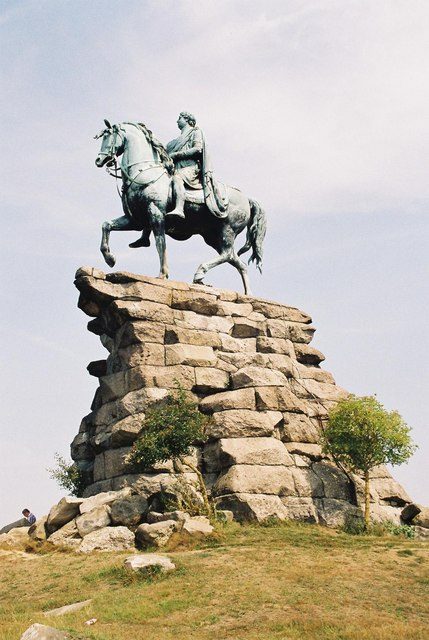
Estátua equestre de Jorge no Grande Parque de Windsor

Jorge recebeu a alcunha de "Jorge Fazendeiro" por humoristas, primeiramente para zombar de seu interesse em questões mundanas ao invés de políticas, mas depois para contrastar sua frugalidade caseira com a grandiosidade de seu filho e sucessor Jorge IV, além de representá-lo como um homem do povo. Sob Jorge III, que era muito interessado e adorava agricultura, a Revolução Agrária Britânica alcançou seu pico e foram feitos grandes avanços em campos como ciência e indústria. Sua coleção de instrumentos matemáticos e científicos agora está guardada no Museu da Ciência, em Londres; ele financiou a construção e manutenção do enorme telescópio de William Herschel, o maior já construído até então. Quando Herschel descobriu o planeta Urano em 1781, ele primeiro o chamou de Georgium Sidus (Estrela de Jorge) em homenagem ao rei.
Jorge esperava que "a língua da malícia nunca pinte minhas intenções nas cores que ela admira, nem que o bajulador me exalte além do que mereço", porém na mente popular ele foi tanto demonizado quanto elogiado. Apesar de muito popular entre os colonos americanos no início de seu reinado, por volta da década de 1770 Jorge havia perdido a lealdade dos americanos revolucionários, apesar de se estimar que pelo menos metade dos colonos tenham permanecido leais. As queixas da Declaração da Independência dos Estados Unidos foram apresentadas como "repetidos danos e usurpações" que ele cometeu para estabelecer uma "tirania absoluta" sobre as colônias. As palavras da declaração contribuíram para a percepção pública americana de Jorge como tirano. Relatos contemporâneos da vida de Jorge ficam divididos em dois lados: um demonstrando "atitudes dominantes na parte posterior de seu reinado, quando o rei se tornou um reverenciado símbolo da resistência nacional contra as ideias francesas e o poder francês", enquanto o outro "deriva suas visões do rei da amarga contenda partidária das duas primeiras décadas de seu reinado, e eles expressam em seus trabalhos as visões de oposição". Com base na última destas duas avaliações, os historiadores britânicos do século XIX e início do XX, como sir George Trevelyan e Erskine May, promoveram interpretações hostis da vida de Jorge. Entretanto, o trabalho de Lewis Bernstein Namier, que via Jorge como "muito difamado", iniciou uma reavaliação do homem e seu reinado na metade do século XX. Acadêmicos da segunda metade do século XX, como Herbert Butterfield e Richard Pares, são inclinados a tratar o rei de forma simpática, vendo-o como uma vítima das circunstâncias e de sua doença. Butterfield rejeita os argumentos de seus predecessores vitorianos com um fulminante desdém: "Erskine May deve ser um bom exemplo do modo como um historiador pode cair no erro através de um excesso de brilhantismo. Sua capacidade para síntese e a sua habilidade de interligar as várias partes da evidência ... levaram-no a uma elaboração mais profunda e complicada do erro que alguns de seus predecessores pedonais ... ele inseriu um elemento doutrinal em sua história que, junto a suas aberrações originais, foi calculada para projetar as linhas de seu erro, carregando seu trabalho ainda mais longe da centralidade ou verdade". Ao perseguir a guerra contra os colonos americanos, Jorge acreditava que estava defendendo o direito de um parlamento eleito cobrar impostos, ao invés de querendo expandir seus próprios poderes e prerrogativas. Na opinião da maioria dos acadêmicos modernos, durante o reinado de Jorge, a monarquia continuou a perder poder político e cresceu como a encarnação da moral nacional.

## Títulos, estilos e brasões

### Títulos e estilos
- 4 de junho de 1738 – 31 de março de 1751: Sua Alteza Real, o Príncipe Jorge de Gales [125]
- 31 de março de 1751 – 25 de outubro de 1760: Sua Alteza Real, o Duque de Edimbugo [126] [nota 3]
- 20 de abril de 1751 – 25 de outubro de 1760: Sua Alteza Real, o Príncipe de Gales [126]
- 25 de outubro de 1760 – 29 de janeiro de 1820: Sua Majestade, o Rei [126]

Na Grã-Bretanha, seu estilo oficial era "Jorge Terceiro, pela Graça de Deus, Rei da Grã-Bretanha, França e Irlanda, Defensor da Fé, e assim por diante". Em 1801, quando a Grã-Bretanha se uniu a Irlanda, ele abandonou o título de "Rei da França" que havia sido usado por todos os monarcas britânicos desde a reivindicação ao trono francês de Eduardo III na Idade Média. Seu estilo passou a ser "Jorge Terceiro, pela Graça de Deus, do Reino Unido da Grã-Bretanha e Irlanda, Rei, Defensor da Fé".
Na Germânia, era o "Duque de Brunsvique-Luneburgo, Arquitesoureiro e Príncipe-Eleitor do Sacro Império Romano-Germânico" até o fim do império em 1806. Ele continuou como duque até o Congresso de Viena o declarar em 1814 como "Rei de Hanôver".

### Brasões
Antes de chegar ao trono, Jorge recebeu o brasão real em 27 de julho de 1749, diferenciado por um lambel azure de cinco pés, com o pé central tendo uma flor-de-lis or. Após a morte de seu pai e junto com o ducado de Edimburgo e a posição de herdeiro aparente, ele herdou o brasão real diferenciado por um lambel argento de três pés. Em uma diferença adicional, a coroa de Charlemagne não era representada no brasão do herdeiro, apenas no do soberano.
De sua ascensão ao trono até 1800, Jorge usou o real brasão de armas sem diferenciamento: esquatrelado, I goles, três leões passant guardant or em pala (pela Inglaterra) empalando or, um leão rampant dentro de um treassure goles (pela Escócia); II azure, três flores-de-lis or (pela França); III azure, uma harpa or com cordas argento (pela Irlanda); IV, terciado em pala e em asna (por Hanôver), I goles, dois leões passant guardant or (por Brunsvique), II or, uma semé de corações goles, um leão rampant azure (por Luneburgo), III goles, um cavalo courant argente (por Vestfália); em cima um escudo interior goles com a coroa de Charlemagne em or (pela dignidade do Arquitesoureiro do Sacro Império Romano-Germânico).
Depois do Ato de União de 1800, o brasão real foi alterado retirando o quartel francês. Eles se tornaram: esquatrelado, I e IV Inglaterra; II Escócia; III Irlanda; em cima um escudo interior de Hanôver encimado por um gorro eleitoral. Quando Hanôver se transformou em reino, o gorro foi trocado por uma coroa, porém apenas em 1816.
| Brasão de armas de Jorge como Duque de Edimburgo (1749–1751) | Brasão de armas de Jorge como Príncipe de Gales (1751–1760) | Brasão de Jorge III como Rei da Grã-Bretanha e Irlanda (1760–1800) | Brasão de Jorge III na Escócia (1760–1800) |
|                                                              |                                                             |                                                                    |                                            |
| Brasão de Jorge III como Rei do Reino Unido (1801–1816)      | Brasão de Jorge III na Escócia (1801–1816)                  | Brasão de Jorge III como Rei do Reino Unido e Hanôver (1816–1820)  | Brasão de Jorge III na Escócia (1816–1820) |

## Descendência

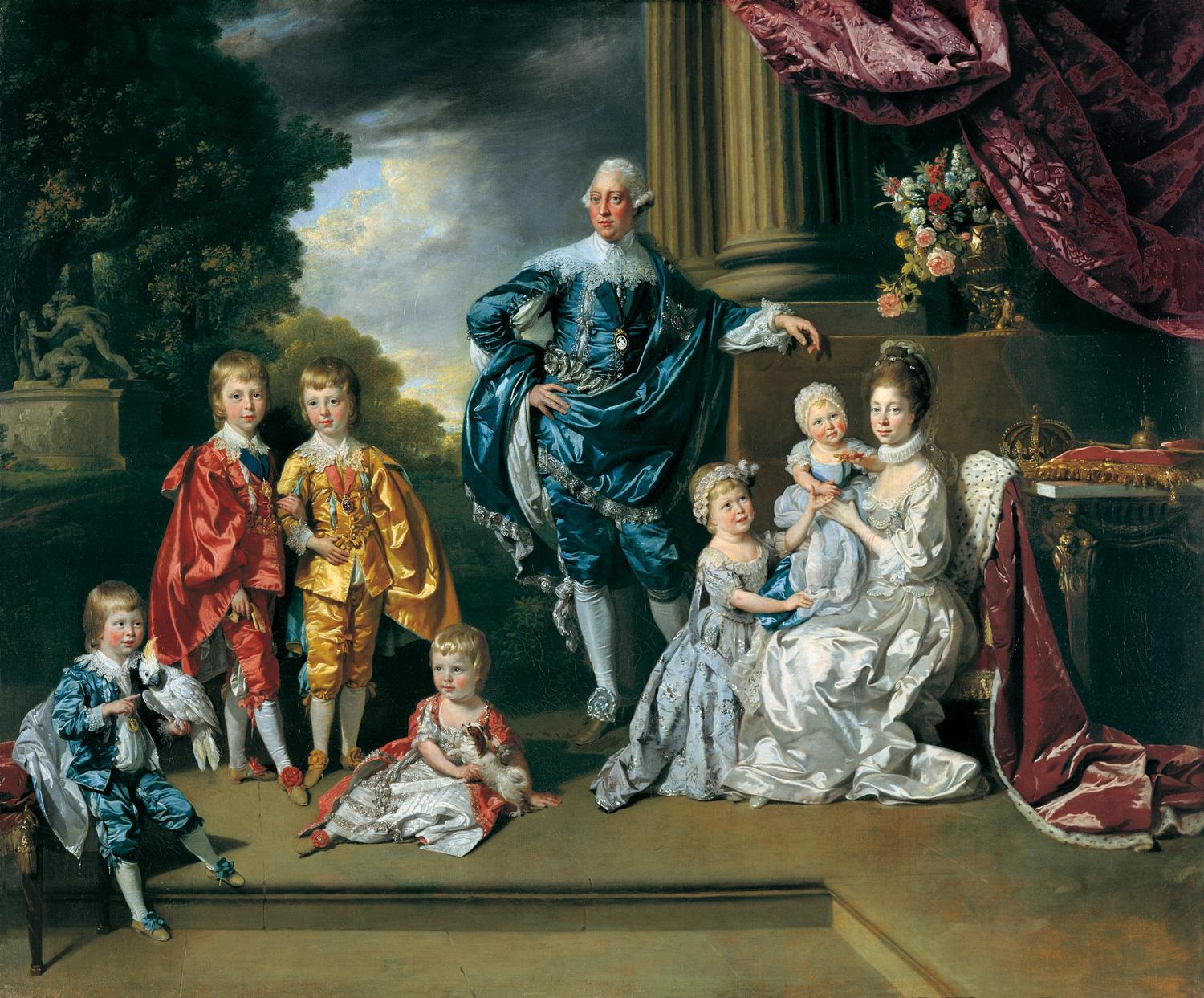
Jorge III, Rainha Carlota e seus Seis Filhos Mais Velhos, por Johann Zoffany em 1770 na Royal Collection. Esquerda para direita: Guilherme, Jorge, Frederico, Eduardo, Jorge III, Carlota e Augusta Sofia com a rainha Carlota.

| Nome                                | Nascimento              | Morte                  | Notas                                                                                            |
| ----------------------------------- | ----------------------- | ---------------------- | ------------------------------------------------------------------------------------------------ |
| Jorge IV do Reino Unido             | 12 de agosto de 1762    | 26 de junho de 1830    | Casou-se com Carolina de Brunsvique-Volfembutel, com descendência.                               |
| Frederico, Duque de Iorque e Albany | 16 de agosto de 1763    | 5 de janeiro de 1827   | Casou-se com Frederica Carlota da Prússia, sem descendência.                                     |
| Guilherme IV do Reino Unido         | 21 de agosto de 1765    | 20 de junho de 1837    | Casou-se com Adelaide de Saxe-Meiningen, com descendência.                                       |
| Carlota, Princesa Real              | 29 de setembro de 1766  | 6 de outubro de 1828   | Casou-se com Frederico I de Württemberg, sem descendência.                                       |
| Eduardo, Duque de Kent e Strathearn | 2 de novembro de 1767   | 23 de janeiro de 1820  | Casou-se com Vitória de Saxe-Coburgo-Saalfeld, com descendência.                                 |
| Augusta Sofia do Reino Unido        | 8 de novembro de 1768   | 22 de setembro de 1840 | Não se casou.                                                                                    |
| Isabel do Reino Unido               | 22 de maio de 1770      | 10 de janeiro de 1840  | Casou-se com Frederico VI, Conde de Hesse-Homburgo, sem descendência.                            |
| Ernesto Augusto I de Hanôver        | 5 de junho de 1771      | 18 de novembro de 1851 | Casou-se com Frederica de Mecklemburgo-Strelitz, com descendência.                               |
| Augusto Frederico, Duque de Sussex  | 27 de janeiro de 1773   | 22 de abril de 1843    | Casou-se com Augusta Murray, com descendência. Casou-se com Cecília Underwood, sem descendência. |
| Adolfo, Duque de Cambridge          | 24 de fevereiro de 1774 | 8 de junho de 1850     | Casou-se com Augusta de Hesse-Cassel, com descendência.                                          |
| Maria do Reino Unido                | 25 de abril de 1776     | 30 de abril de 1857    | Casou-se com Guilherme, Duque de Gloucester e Edimburgo, sem descendência.                       |
| Sofia do Reino Unido                | 3 de novembro de 1777   | 27 de maio de 1848     | Não se casou.                                                                                    |
| Otávio da Grã-Bretanha              | 23 de fevereiro de 1779 | 3 de maio de 1783      | Morreu aos 4 anos.                                                                               |
| Alfredo da Grã-Bretanha             | 22 de setembro de 1780  | 20 de agosto de 1782   | Morreu aos 23 meses.                                                                             |
| Amélia do Reino Unido               | 7 de agosto de 1783     | 2 de novembro de 1810  | Não se casou, morreu aos 27 anos.                                                                |